# Reflejos en un ojo dorado
Reflejos en un ojo dorado (Reflections in a Golden Eye) es una película de Estados Unidos del año 1967, dirigida por John Huston y protagonizada por Elizabeth Taylor, Marlon Brando, Julie Harris, Brian Keith y Robert Forster.
Debió haber sido protagonizada por Montgomery Clift, que falleció antes de empezar el rodaje. Antes de Brando, el papel fue ofrecido a Richard Burton y Lee Marvin que lo rechazaron. Fue rodada en Nueva York, Long Island, en los cuarteles del Nassau Community College y exteriores en Italia.

## Sinopsis
El argumento de la película está ambientado en un cuartel del Ejército de los E.U. en el sur del país. El comandante Weldon Penderton parece un hombre felizmente casado con Leonora, una chica bonita y caprichosa. Entre los bastidores de la disciplina estricta militar y una vanidad varonil grotesca, Penderton tiene dudas penosas sobre su identidad sexual. En una caja secreta guarda cosas que son recuerdos de encuentros con otros hombres. Entre ellas está una cuchara de plata, que le ha robado al capitán  Weincheck, un marginado del cuerpo de oficiales. Cuando Penderton cesa en su interés por ello, se preocupa que Weincheck abandone el ejército.
Lo que se hace muy evidente en el curso del argumento es que Leonora tiene rasgos sádicos aparte de su encanto –se venga por la indiferencia sexual de su hombre con burlas de su impotencia–. Al mismo tiempo, tiene una aventura con el coronel Morris Langdon. A su mujer, Alison, una señora artística y sensible que es dada por perturbada; le gusta más entretenerse con su criado filipino Anacleto por su creatividad y maneras poco convencionales. Es ella quien descubre la infidelidad de su marido.
Además, el cabo Williams acierta a injerirse en esta constelación explosiva. Es un tipo impenetrable y solitario que trabaja para Leonora como mozo de cuadra. Debido a la costumbre de Williams –montar los caballos no ensillados de Leonora por la selva en cueros–, es inevitable que llame la atención de Penderton. Lo que Penderton no sabe es que el interés de Williams se limita a Leonora; por eso, Williams anda alrededor de la casa a hurtadillas, incluso entrando al dormitorio de ella, donde olfatea su perfume y ropas,  y furtivamente observa dormir a la mujer por horas.
La crítica rebuscada de su virilidad y de su mal estilo de cabalgar inspiran un deseo obsesivo a Penderton por montar el garañón obstinado de Leonora, sometiéndolo. Cuando el garañón le despeña, se desconcierta por entero y, tras haber apaleado el caballo acaba por tener una crisis nerviosa. Williams, testigo de la escena, le quita el caballo herido volviendo a la cuadra. Cuando Leonora se entera de lo que Penderton ha hecho, le da golpes en la cara con una fusta en una fiesta pública. 
Visitando un boxeo con Leonora y Morris, se produce un contacto de miradas entre Penderton y Williams, el cual Penderton interpreta como erótico. Luego empieza a ir tras Williams, pero no se atreve a perseguirlo hasta el cuarto suyo. Penderton recoge un papel de envolver, el cual Williams ha desechado con descuido, añadiéndolo a su caja secreta.
Al mismo tiempo, la vecina Alison ve a un hombre en el jardín, quien a oscuras toma por Morris. Corre a la casa de Penderton y le entera que Leonora está en un lío amoroso con Morris. Penderton no lo cree, tomándola por perturbada como los demás, Alison misma entra al dormitorio de Leonora. Lo que descubre, no es a su esposo, sino a Williams, quien ha vuelto a colarse para observar a Leonora. Después de que Williams ha huido, Alison vuelve a casa y, tras informar a su hombre de que su amante lo engaña, pide el divorcio. Por lo cual, Morris interna a su mujer a una clínica psiquiátrica, donde ella muere de un infarto.
Penderton acaba por atestiguar como Williams anda por el jardín durante la noche. Sentado en la cama, espera a Williams deseando ser él mismo el objeto de esos anhelos. Pero este deseo se esfuma cuando Williams no entra al dormitorio de Penderton, sino al de Leonora durmiendo.  Eso pone a Penderton tan celoso que fusila al amante por no poderlo tener.

## Reparto
| Actor            | Personaje                   |
| ---------------- | --------------------------- |
| Marlon Brando    | Mayor Weldon Penderton      |
| Elizabeth Taylor | Leonora Penderton           |
| Brian Keith      | Ten. Cnel. Morris Langdon   |
| Julie Harris     | Alison Langdon              |
| Zorro David      | Anacleto                    |
| Robert Forster   | Soldado raso L. G. Williams |

## Comentarios
Historia de sexo, traición y perversión emplazada en un campo militar, basada en una novela escrita por Carson McCullers, al estilo de las obras de Tennessee Williams.